# Велс, Франк
Франк Велс (нидерл. Frank Wels; 21 февраля 1909, Эде, Гелдерланд — 16 февраля 1982, Горинхем, Южная Голландия) — нидерландский футболист, играл на позиции нападающего. Участник чемпионатов мира (1934, 1938).

## Биография

### Клубная карьера
Большую часть футбольной карьеры Велс играл в клубе низшего дивизиона «Унитас» из Горинхема. За «Унитас» он играл в течение 20 сезонов, но при этом этот клуб не подымался выше Второго дивизиона. Помимо этого, в течение одного сезона он играл за «Фейеноорд», с которым в 1936 году выиграл чемпионский титул.

### Карьера в сборной
В составе сборной Нидерландов Велс был участником двух довоенных чемпионатов мира — ЧМ-1934 и ЧМ-1938, на которых сыграл по одному матчу. Всего за сборную Нидерландов сыграл 36 матчей, в которых забил 5 голов.

### Смерть
Скончался 16 февраля 1982 года, не дожив 5 дней до своего 73-летия.

## Достижения
«Фейеноорд»
- Чемпион Нидерландов (1): 1935/36